# Sino-Forest
Sino-Forest Corporation (嘉汉林业) — один из ведущих операторов коммерческих лесных плантаций в Китае, а также крупный поставщик древесины. Канадский офис Sino-Forest расположен в городе Миссиссога (корпорация котируется на Торонтской фондовой бирже), а гонконгский офис дочерней Sino-Wood Partners — в округе Ваньчай.  

## История
Компания основана в 1994 году. В 2009 году Sino-Forest совместно с Гонконгским баптистским университетом открыла исследовательский центр Applied Research Centre for Pearl River Delta Environment (ARCPE). По состоянию на март 2011 года в Sino-Forest Corporation работало 3 тыс. человек, рыночная стоимость корпорации составляла более 5,2 млрд. долларов, а продажи — более 1,9 млрд. долларов. Летом 2011 года, после появления информации о возможных махинациях руководства Sino-Forest и «раздувании» им своих активов и доходов, акции компании существенно рухнули .  

## Структура
К лету 2011 года Sino-Forest управляла почти 900 тыс. гектаров лесных плантаций в китайских провинциях Юньнань, Гуанси, Хунань, Аньхой, Фуцзянь, Гуандун, Цзянси, Гуйчжоу и Хэйлунцзян, деревообрабатывающими предприятиями в провинциях Цзянсу, Юньнань, Гуанси, Хунань и Хэйлунцзян, а также широкой сетью дистрибьюторских складов и розничными магазинами. 
Также Sino-Forest Corporation контролирует около 60% акций Greenheart Group (бывшая Omnicorp), которая котируется на Гонконгской фондовой бирже и занимается лесозаготовками в Суринаме (где управляет угодьями площадью более 180 тыс. гектаров) и Новой Зеландии, производством пиломатериалов, импортом древесины.   